# Pokrevní pouta
Pokrevní pouta je knižní série autorky Richelle Mead, která volně navazuje na ságu Vampýrská akademie. Jedná se o šest románů, z nichž poslední vyšel v České republice v roce 2015.

## Knihy
1. Pokrevní pouta (Bloodlines) – 2011, ISBN 978-80-7303-675-1
2. Zlatá lilie (The Golden Lily) – 2012, ISBN 978-80-7303-765-9
3. Indigové kouzlo (The Indigo Spell) – 2013, ISBN 978-15-9514-319-8
4. Ohnivé srdce (The Fiery Heart) – 2014, ISBN 978-15-9514-320-4
5. Stříbrné stíny (Silver Shadows) – 2014, ISBN 978-80-7498-045-9
6. Rubínový kruh (The Ruby Circle) – 2015, ISBN 978-80-7498-075-6

## Svět vampýrů

### Morojové

#### Vnější popis
Morojové jsou živí vampýři. Kromě jídla potřebují sice k životu krev, avšak lidi nezabíjejí a krmí se na tzv. dárcích, lidech, jež jsou ochotni vyměnit svou krev za rauš, který navozují endorfiny v upířích slinách. Moroje unavuje pobyt na slunečním světle, proto má většina z nich vzhledem k lidem obracený spánkový režim. Po vzhledové stránce jsou podobní lidem, ale mají delší špičáky a bývají bledší, velmi vysocí a hubení, jelikož jezením jídla nepřibírají.

#### Vládní uspořádání
Morojové mají vlastní nezávislou vládu: z dvanácti královských rodů je volen panovník, který má takřka neomezené pravomoci, avšak nemůže prosadit žádné rozhodnutí bez svolení alespoň poloviny členů Rady, v níž zasedá jeden zástupce z každé královské rodiny. Po smrti nebo abdikaci panovníka proběhnou další volby, v nichž však rodina, jejichž člen byl předešlým panovníkem, nemůže představit svého kandidáta. Tím je zajištěna politická diverzita a zamezeno situaci, kdy by si jeden rod po staletí uzurpoval trůn. Volby probíhají formou tří zkoušek, jež mají za cíl prověřit nejen schopnosti kandidátů smysluplně vládnout, nýbrž i jejich oddanost lidu a dobrotu srdce, a následného hlasování.

#### Morojská magie
Každý vampýr má moc nad jedním z fyzických živlů – zemí, vodou, vzduchem či ohněm – či nad pátým, psychickým elementem zvaným éter. Éter byl znovuobjeven během prvního dílu Vampýrské akademie, kdy se ukázalo, že jím vládne princezna Lissa (a v minulosti také svatý Vladimír a morojská profesorka Soňa Karpová), která byla do té doby považována za nespecializovanou. Uživatelé éteru dokaží v různé míře uzdravovat lidi, zvířata i rostliny, vidět aury, používat telekinezi, přimět ostatní podřídit se jejich vůli pomocí tzv. „nátlaku“, komunikovat s ostatními ve snech a v krajním případě také oživit mrtvé. Cenou za tyto obrovské magické schopnosti je však velká psychická nevyrovnanost, jež může při nadměrném užívání magie vést až k trvalému pomatení; mnozí uživatelé éteru se proto snaží sílu éteru otupovat omamnými látkami či fyzickou bolestí.
V případě oživení zemřelé osoby se mezi uživatelem éteru a zmrtvýchvstalým vytvoří psychické pouto. Vzkříšený člověk, který je nazýván „stínem políbený“, skrz toto propojení cítí vše, co prožívá uživatel éteru. Těsně po vytvoření pouta nedokáže stínem políbený tyto vhledy do mysli uživatele éteru nijak kontrolovat – zvláště v okamžicích, kdy uživatel éteru zažívá silné emoce –, postupem času a tréninkem je však možné naučit se spojení odstínit.
Morojové dříve používali magii k boji proti Strigojům, ale dnes je ochraňují magicky zabezpečené prostory a dhampýří strážci.

### Dhampýři
Dhampýři jsou napůl lidé a napůl Morojové. Jejich rasa vznikla v dobách, kdy svazky Morojů a lidí nebyly naprosté tabu, jako je tomu v současnosti. Mezi sebou se nemohou rozmnožovat, avšak z jakéhokoliv spojení dhampýra a Moroje vzniká opět dhampýr. Dhampýři jsou téměř k nerozeznání od lidí; snáší dobře sluneční světlo, nepotřebují k přežití krev a po fyzické stránce se od lidí liší pouze svou větší odolností a vytrvalostí. To umožňuje Morojům a dhampýrům koexistovat v míru: většina dhampýrů se stává strážci Morojů a na oplátku je jim zaručena budoucnost jejich rasy. Vážné vztahy mezi Moroji a dhampýry však nejsou běžné.

### Strigojové
Strigojové jsou nemrtví vampýři, kteří mohou vzniknout z Morojů, dhampýrů, ale i lidí. Po fyzické stránce se poznají podle červených očí a bílé pleti.
Moroj se stane Strigojem tak, že při pití krve svou oběť úplně vysaje. Dhampýři a lidé se ve Strigoje změní tak, že jim Strigoj nejdříve vypije veškerou krev a poté jim dá napít své vlastní. Při přeměně, tzv. „probuzení“, lidská podstata oběti zmizí; Strigojové si libují v zabíjení a mučení a nedokáží cítit lásku ani výčitky svědomí.
Strigojové nedokáží ovládat morojskou magii, avšak mají velmi vyvinuté schopnosti nátlaku. Jakékoliv setkání s morojskou magií jim ubližuje, a proto je kromě dekapitace a spálení jeden ze způsobů, jak zabít Strigoje, také probodnutí jeho srdce stříbrným kůlem nabitým čtyřmi fyzickými elementy. Strigojové se dále nedokáží se pohybovat po svaté půdě ani na slunci, ale vládnou obrovskou fyzickou silou, která se stupňuje s množstvím krve vypité počínaje probuzením. Jejich vyhledávanou krmí jsou Morojové.V posledním díle série, Poslední obět, učiní Rose s Lissou odhalení, které pravděpodobně navždy změní morojský svět: Strigojové se mohou znovu stát vampýry, když je probodne uživatel éteru stříbrným kůlem nabitým uzdravovací mocí éteru. V prvním dílu série Pokrevní pouta se dále dozvídáme, že zpět proměnění lidé získávají imunitu a nemohou být opět probuzeni, ani pokud někoho zabijí při pití krve.

### Alchymisté
Alchymisté jsou lidé, kteří se od středověku, kdy objevili vampýří krev jakožto komplexnější a dokonalejší látku než zlato, starají o utajení existence Morojů a Strigojů před lidmi. Náplní jejich práce je především udržování pořádku ve Strigoji hustě obydlených oblastech po celém světě – odklízení mrtvol Strigojů, zahlazování stop po jejich útocích a podobně. Sledují však také pohyby Morojů a morojskou politickou scénu a snaží se o prevenci zločinů a občanské války.
Cech alchymistů je tajná a velice přísně organizovaná společnost, jejíž úřad se předává z generace na generaci. Disponuje značnými finančními prostředky, sítí kontaktů po celém světě a rozsáhlou databází Morojů, Strigojů a dhampýrů, ale i policejních sil. Na tváři mají alchymisté zvláštní zlaté tetování lilie, v nichž obsažená vampýří krev zlepšuje jejich imunitní systém a zároveň obsahuje nátlak, aby nemohli s nezasvěcenci hovořit o existenci vampýrů.
Drtivá většina alchymistů věří v Boha, avšak nehlásí se k žádné konkrétní církvi. Za poslání mají šíření dobra a světla ve světě a ochranu lidí. Přestože jsou často nuceni úzce spolupracovat s Moroji a dhampýry, obecně jsou přesvědčeni, že Morojové jsou zvrácené a nepřirozené stvůry, a dhampýry považují jen za o něco málo lepší. Pro alchymisty, kteří se s Moroji jakýmkoli způsobem sblíží, existují nápravná centra, kde za krutých podmínek probíhá tzv. „převýchova“.V knize Rubínový kruh, posledním díle série Pokrevní pouta, se Sydneyinou zásluhou alchymisté rozhodnou výměnou za informace o zrádcích ve vlastních řadách nápravná centra zrušit.

## Postavy
Poznámka: seznam postav i jejich následné popisy korespondují se začátkem prvního dílu Pokrevních pout. Následující část článku tudíž neobsahuje spoilery týkající se dalších osudů těchto postav ani nepopisuje postavy, které se objeví během dalších knih série.
- Sydney Sageová – vypravěčka série, velmi inteligentní a schopná alchymistka pověřená ochranou Morojky Jill. Miluje získávání vědomostí, kávu a auta. Má starší sestru Carly, která studuje na vysoké, a mladší sestru Zoe, jež si přeje stát se po vzoru svého otce také příkladnou alchymistkou.
- Adrian Ivaškov – příslušník starobylé morojské rodiny Ivaškových a jeden z mála Morojů obdařených silou používat nehmotný element éter. Je velmi nezodpovědný a libuje si v alkoholu, který mu pomáhá uniknout neblahým účinkům éteru, a jeho role v záležitosti Jill je pro Sydney záhadou. Spoluvypravěč od dílu Ohnivé srdce.
- Jillian „Jill“ Mastrano Dragomirová – morojská princezna a mladší nevlastní sestra vládkyně Vasilisy „Lissy“ Dragomirové. Pod hrozícím nebezpečím ze strany mocichtivých Morojů je jí přidělena skupina ochránců a je poslána do lidské školy v Amberwoodu v Palm Springs. Jejím elementem je voda.
- Keith Darnell – rigidní alchymista vedoucí misi na utajení Jill. Jako většina alchymistů se bojí vampýrů a je přesvědčen, že se jedná o ohavné stvůry zla. Nesnáší se se Sydney a snaží se jí co nejvíc znepříjemňovat život, aby byla odvolána z Palm Springs.
- Eddie Castile – kavalírský dhampýrský ochránce princezny Jill.

- Clarence Donahue – starý samotářský Moroj žijící poblíž Amberwoodu. Pomáhá v utajení Jill finančními příspěvky a tím, že vampýrům umožňuje pít ze své dárkyně. Je velmi milý, avšak zároveň posedlý představou o existenci lidských lovců vampýrů, které viní ze smrti své neteře, Morojky Tamary.
- Lee Donahue – syn Clarence Donahua a bratranec zesnulé Tamary Donahuové. Jeho elementem je vzduch. Jeví vážný zájem o Jill.
- Jacqueline „Jackie“ Terwilligerová – učitelka historie na škole v Amberwoodu, které Sydney v rámci nezávislého studia pomáhá vyřizovat různé záležitosti.
- Mika Vallence – Eddieho lidský spolubydlící, který je velmi přátelský. Líbí se mu Jill.

- Trey Juarez – lidský spolužák a kamarád Sydney.
- Dimitrij Belikov – dhampýr a ochránce lorda Christiana Ozery, přítele královny Lissy. Je přítelem Rosemarie „Rose“ Hathawayové, vypravěčky a hlavní postavy předcházející série Vampýrská akademie. Spolu se Soňou Karpovou přijede na konci prvního dílu do Palm Springs za účelem zkoumání procesu přeměny Strigoje zpět na Moroje a magie obsažené ve vampýrské krvi.
- Soňa Karpová – Morojka přeměněná v předcházející sérii Vampýrská akademie ze Strigojky zpět na Morojku. Ovládá éter a je snoubenkou dhampýra Michaela Tannera. Spolu s Dimitrijem Belikovem přijede na konci prvního dílu do Palm Springs za účelem zkoumání procesu přeměny Strigoje zpět na Moroje a magie obsažené ve vampýrské krvi.
- Angeline Dawesová – netrénovaná dhampýrka, která je na ochranu Jill přidělena na začátku druhého dílu po odchodu od Udržovatelů, komunity vampýrů a lidí žijících v primitivních podmínkách. Je velice dychtivá se učit bojovým technikám strážců, avšak má výbušnou povahu. Má zájem o Eddieho.

## Děj

### Pokrevní pouta
Sydney je příslušnice cechu alchymistů, který se stará o utajení existence Morojů a Strigojů před lidmi. Od té doby, co v sérii Vampýrská akademie pomohla dhampýrce Rose, jež byla toho času na útěku z vězení, je u svých nadřízených v nemilosti. O to větší je její překvapení, když dostane na starost utajení místa pobytu Morojky Jill, jediné žijící příbuzné královny Vasilisy. Než totiž bude mít nová královna dostatek podpory na změnění starého zákona, jenž praví, že vládce Morojů musí mít alespoň jednoho žijícího příbuzného, je Jill v neustálém nebezpečí ze strany mocichtivých Morojů. Sydney se tedy spolu s alchymistou Keithem, dhampýrským strážcem Eddiem a Morojem Adrianem vydává do Palm Springs, kde začnou chodit do školy v Amberwoodu a předstírat, že jsou pokrevně spřízněni.
Lidská škola však, zdá se, není tím pravým úkrytem. Sydney hned první den školy objeví záhadná tetování, která se skví na těle bezmála poloviny žáků Amberwoodské školy. Brzy zjistí, že tetování tomu, kdo si jej za hříšné peníze nechá udělat v salónu Evermore, buďto na dva týdny znásobí sílu, nebo umožní týden se cítit jako v ráji. Tetování nejsou nepodobná těm, které zdobí tváře všech alchymistů, proto je Sydney zakrátko jasné, že do celé záležitosti musí být zapletený nějaký alchymista, který salónu dodává morojskou krev. S Adrianovou pomocí se do Evermore vloupá a potvrdí své domněnky. Podivné chování alchymisty Keitha, který Sydney nikdy neměl v lásce, ale nyní se jí snaží v očích nadřízených alchymistů pokazit dobré jméno za každou cenu, Sydney brzy nenechá na pochybách, že právě on je oním dodavatelem. Svou krev mu poskytoval Clarence Donahue, jenž byl přesvědčen, že Keith pátrá po lovcích vampýrů, kteří mu, jak se domnívá, zabili neteř Tamaru. Opět s pomocí Adriana se Sydney podaří Keitha usvědčit a on je poslán do nápravného centra, zařízení na převýchovu alchymistů, kteří se paktují s vampýry.
Mezitím Sydney dělá starosti rozpoložení Jill, které se nedaří příliš zapadnout do lidského kolektivu a v noci se s křikem budí. Jill se snaží Sydney přesvědčit, že je v pořádku, ale nakonec musí s pravdou ven: když ji u královského dvora napadli Lissini odpůrci, byla zabita; Adrian ji ovšem přivedl pomocí éteru zpět k životu, čímž mezi nimi stvořil psychické pouto a přenáší se na ni jeho špatná nálada nebo kocovina. Sydney se snaží Adriana přimět, aby tolik nepil, nekouřil a nechodil na večírky, což mu působí problémy dodržovat. Jill nakonec přece jen mezi ostatní studenty zapadne, především zásluhou Miky Vallenceho, který je do ní zamilovaný a pomáhá jí. Jill ale začne chodit s Morojem Leem, protože si s ním velmi rozumí a vztahy mezi vampýrem a člověkem jsou považovány za tabu.
Palm Springs a blízké Los Angeles je však již pět let dějištěm neobjasněných vražd morojských, dhampýrských i lidských dívek, jež jsou zabíjeny vždy stejným způsobem: podřezáním. Alchymisté tyto vraždy přičítají na vrub Strigojům, zlým vampýrům, kteří se živí výlučně krví. Brzy je však jasné, že Strigojové za tímto řáděním nejsou, jelikož své oběti téměř bez výjimky kousnou a zcela vysají. Sydney pátrá v ročenkách po fotkách jedné ze zmizelých dívek a objeví, že než byla před pěti lety zabita, chodila s Leem Donahuem, který od té doby nezestárl. Když to zjistí, je právě v místnosti s ním a Adrianem. Lee je zneškodní a vysvětlí jim, že dřív býval Strigojem, ale poté na něj natrefil nějaký neznámý uživatel éteru a přeměnil jej zpět v Moroje. Lee se od té doby snažil vrátit do strigojí neporazitelné podoby tím, že zabíjel při pití krve dívky všech ras; nikdy se však Strigojem znovu nestal. Má v plánu vyzkoušet tentýž postup na Sydney, protože věří, že krev alchymistky jej konečně vykoupí a on bude moci „probudit“ i Jill. Když se tak nestane a on shledá, že Sydneyinu krev nedokáže ani pozřít, zavolá dvě Strigojky a slíbí jim za své proměnění Adriana a Sydney. Ani Strigojky však v této záležitosti neuspějí a Lee zemře. Adrianovi se včas skrz pouto s Jill podaří zavolat pomoc, takže se Sydney vyváznou pouze s menší ztrátou krve. Jill má však zlomené srdce nad zradou a ztrátou Leeho.
Sydney ovšem ještě před záchranou zjistí, že pseudomagický ohnivý amulet, jehož výrobu jí zadala profesorka historie slečna Terwilligerová, se po vyslovení kouzelné formule skutečně vzňal. Profesorka jí poté vysvětlí, že je čarodějka a o světě vampýrů a alchymistů ví vše. Nabídne Sydney, že ji bude učit magii, jelikož má velký potenciál, ale Sydney tuto nabídku i možnost existence lidské magie kategoricky odmítne.
Na konci knihy dorazí do Palm Springs uživatelka éteru Soňa Karpová a bývalý Strigoj Dimitrij Belikov, aby spolu s Adrianem prozkoumali, jak velký vliv má magie éteru na osoby přeměněné zpět ze Strigojů na Moroje. Jejich příchod zákonitě vyvolá napětí, protože Adrian se stále vzpamatovává z rozchodu s Rose, která již během jejich vztahu milovala Dimitrije. Adrian se však zároveň zdá pociťovat náklonnost k Sydney, se kterou se během nedávných tragických událostí měl šanci sblížit.